# Nordine Oubaali
Nordine Oubaali (Lens, 1986. augusztus 4. –) francia amatőr ökölvívó.

## Eredményei
- 2005-ben bronzérmes a junior Európa-bajnokságon. Az elődöntőben az orosz Szergej Vodopjanovtól szenvedett vereséget.
- 2007-ben bronzérmes a világbajnokságon papírsúlyban. Az elődöntőben a kínai Cou Si-mingtől szenvedett vereséget.